# Німеталь
Німеталь (нім. Niemetal) — громада в Німеччині, розташована в землі Нижня Саксонія. Входить до складу району Геттінген. Складова частина об'єднання громад Дрансфельд.
Площа — 28,5 км2. Населення становить 1482 ос. (станом на 31 грудня 2021).

## Галерея

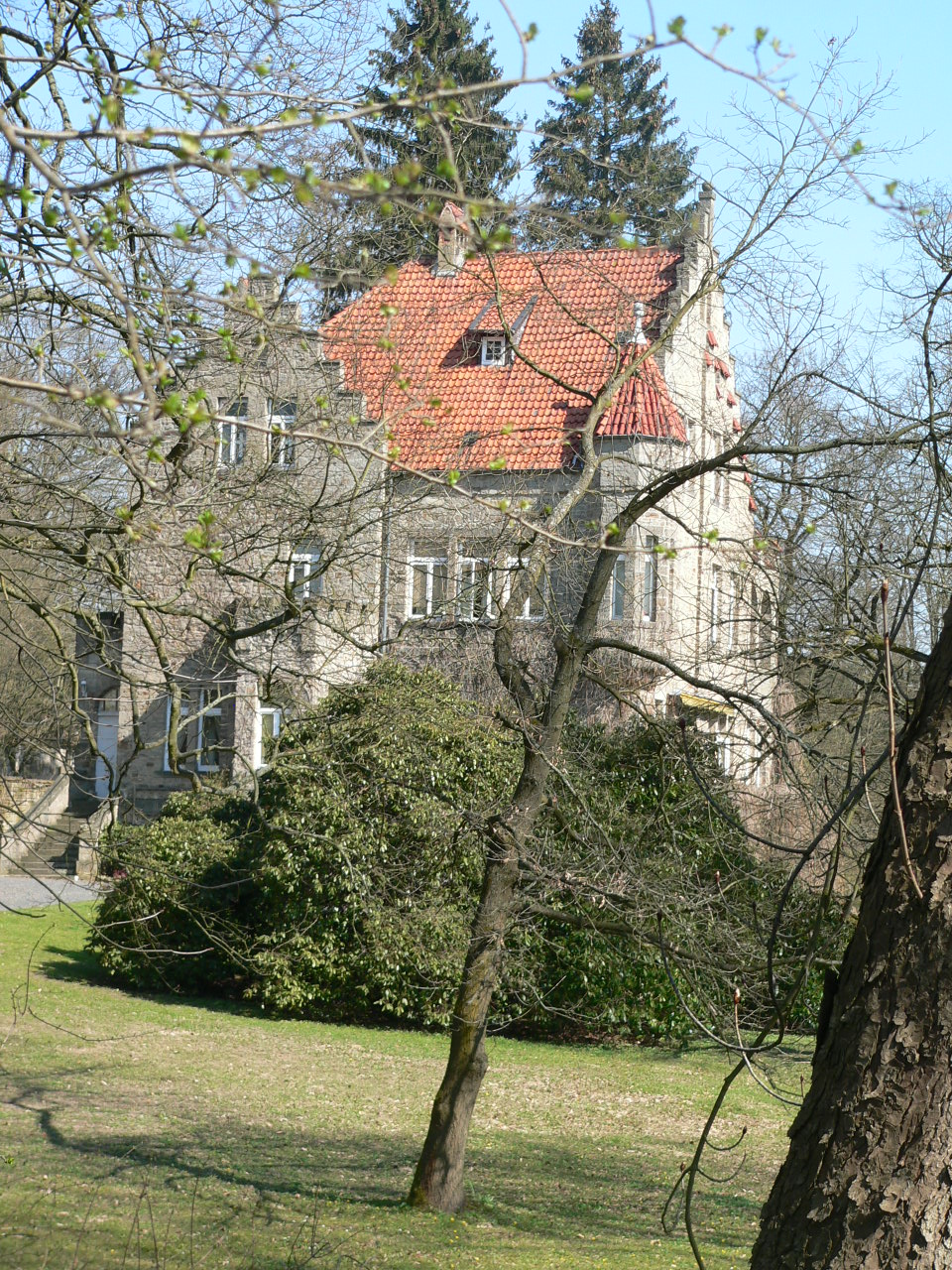